# Loi sur les armes à feu au Texas

Localisation du Texas aux États-Unis

La loi sur les armes à feu au Texas réglementent la vente, la possession et l'utilisation d' armes à feu et de munitions dans l'État américain du Texas .
Le ministère de la Sécurité publique du Texas peut délivrer une licence pour porter une arme de poing à une personne éligible. Le permis permet le port dissimulé ou ouvert d'une arme de poing. Le transport en véhicule est autorisé sans permis si l'arme à feu n'est pas affichée. Le Texas a la préemption de l'État sur les lois concernant les armes à feu, de sorte que les gouvernements locaux ne peuvent pas restreindre ou réglementer davantage la possession ou l'utilisation des armes à feu. Le Texas ne restreint pas les armes NFA qui sont légalement détenues en vertu de la loi fédérale. L'État n'exige pas de vérification des antécédents pour les ventes privées d'armes à feu. En 2020, plus de 1,3 million d'armes à feu ont été vendues dans l'État du Texas.
Les pistolets à poudre noire et les armes longues ne sont pas considérés comme des armes à feu dans l'État du Texas et peuvent être portés librement, ouverts ou dissimulés sans autorisation ni préjugé.

## Sommaire
| Sujet / Loi                                                    | Armes longues | Armes de poing | Statuts pertinents | Remarques |
| -------------------------------------------------------------- | ------------- | -------------- | ------------------ | --- |
| Permis d'État requis pour acheter?                             | Non           | Non            | N/A                | N/A |
| Enregistrement des armes à feu?                                | Non           | Non            | N/A                | N/A |
| Licence de propriétaire requise?                               | Non           | Non            | N/A                | N/A |
| Loi sur les armes d'assaut?                                    | Non           | Non            | N/A                | N/A |
| Restriction de capacité du magasin?                            | Non           | Non            | N/A                | N/A |
| Licence requise pour le transport dissimulé?                   | N / A         | Oui            | GC Ch. 411.172     | Le port autorisé d'une arme de poing nécessite une licence « doit délivrer » et est soumis à des lois spécifiques régissant l'intrusion alors qu'il est armé. Les personnes qui ne sont pas autorisées à délivrer un permis comprennent les personnes de moins de 21 ans, les criminels, les fugitifs, les personnes « chimiquement dépendantes » ou « incapables de faire preuve de discernement » et celles qui ont des arriérés d'impôts ou de pension alimentaire pour enfants. |
| Licence requise pour le transport ouvert?                      | Non           | Oui            | PC 46.02           | Le port ouvert des armes d'épaule et des armes à poudre noire (y compris les armes de poing) n'est pas interdit par la loi, sauf d'une manière « de nature à provoquer une alarme ». À compter du 1er janvier 2016, les personnes détenant une licence de port d'arme de poing sont autorisées à porter ouvertement, conformément au projet de loi 910 de la Chambre de la session législative de 2015. Les non-résidents des États dont les permis sont reconnus par le Texas sont également autorisés à ouvrir le portage en vertu de la nouvelle loi.                                                                                              |
| Caché sur le campus universitaire?                             | Non           | Oui            |                    | Peut transporter dans les stationnements, les garages de stationnement, les allées extérieures sur le campus. Les universités publiques de quatre ans (à compter du 1er août 2016) et les collèges publics de deux ans (à compter du 1er août 2017) doivent également autoriser le transport dissimulé dans les bâtiments du campus . Les universités seront autorisées à désigner certaines zones sensibles comme des « zones exemptes d'armes à feu » ; ceux-ci feront l'objet d'une analyse législative. |

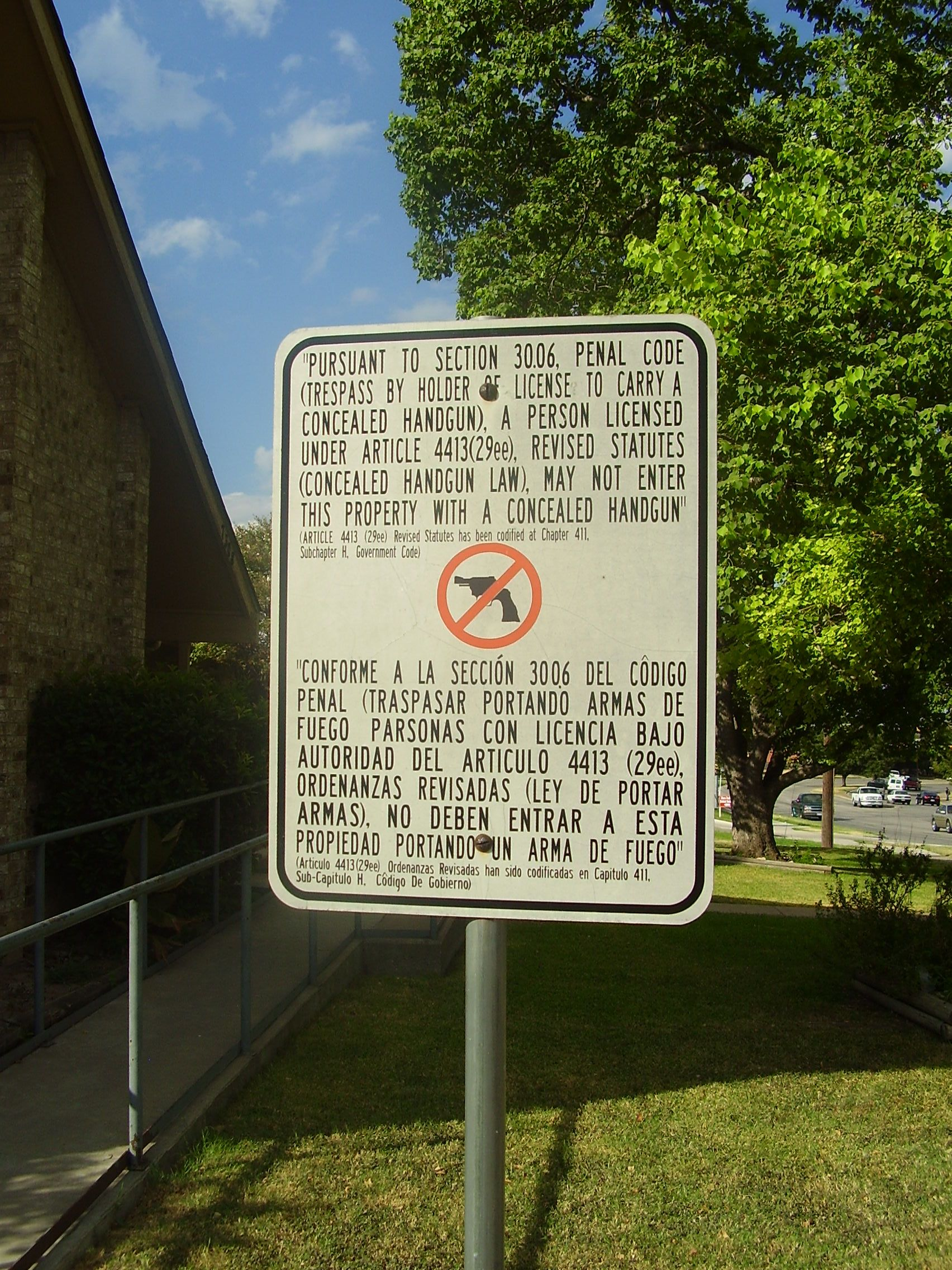
Un avis indiquant que le Turman Halfway House à Austin, au Texas, interdit les armes de poing dissimulées. Ce signe utilise un libellé obsolète dans une police d'écriture plus petite que nécessaire et n'est plus exécutoire en vertu de la loi actuelle.

| Préemption de l'État sur les restrictions locales?             | Oui           | Oui            | LGC §229.001.      | La législation de l'État interdit aux gouvernements municipaux de réglementer la propriété, le transfert, le stockage ou l'octroi de licences d'armes à feu, de munitions ou d'accessoires. Les ordonnances locales peuvent réglementer la décharge des armes à feu (par exemple pour le bruit, les nuisances ou la sécurité publique), mais pas en contradiction avec la loi de l'État concernant l'utilisation justifiée d'une arme à feu. |
| Armes NFA restreintes?                                         | Non           | Non            | PC 46.01, PC 46.05 | L'article 46.05 du Code pénal du Texas exige que les « armes explosives », les « mitraillettes », les « armes à feu à canon court » et les « silencieux d'armes à feu », tels que définis à l'article 46.01, soient « enregistrés dans le registre national d'enregistrement et de transfert des armes à feu tenu par le Bureau de l'alcool, du tabac, des armes à feu et des explosifs ou classés comme curiosité ou relique par le ministère de la Justice des États-Unis ». Avant le 22 mai 2015, l'article 46.05 appelait « l'enregistrement conformément à la loi nationale sur les armes à feu » un « moyen de défense contre les poursuites ». |
| Lois sur les voyages paisibles?                                | Oui           | Oui            | PC 46.02, PC 46.15 | Une personne peut transporter une arme de poing chargée sans permis lorsqu'elle se trouve à bord ou se dirige directement vers un véhicule à moteur ou une embarcation qu'elle possède ou contrôle. La loi n'indique pas spécifiquement que l'arme de poing doit être dissimulée lorsqu'elle se dirige vers le véhicule ou l'embarcation, et 46.02, qui exige la dissimulation d'une arme de poing dans un véhicule à moteur ou une embarcation, ne s'applique pas à une personne pendant qu'elle voyage, conformément à ces activités. 46,15 (b) (2).                                                                                                |
| Doctrine du château / maintenez-vous votre loi fondamentale ?  | Oui           | Oui            | PC 9.32            | Une personne est présumée justifiée d'utiliser une force meurtrière pour se protéger contre une intrusion illégale et forcée dans son logement, ou pour empêcher une tentative illégale et forcée d'éloigner un occupant légitime du logement ou pour empêcher certains crimes graves tels que le cambriolage ou l'incendie criminel. Il n'y a aucune obligation de se retirer de tout endroit où le tireur a légalement le droit de se trouver. |
| Vérification des antécédents requise pour les ventes privées ? | Non           | Non            |                    | |

## Possession d'armes à feu
Le Texas n'a pas de lois concernant la possession d'une arme à feu quel que soit son âge ; toutes les restrictions existantes dans la législation des États reflètent la loi fédérale, à l'exception de l'interdiction des pistolets improvisés. Une personne de tout âge peut posséder une arme à feu, par exemple sur un champ de tir. Le Texas et la loi fédérale réglementent uniquement la propriété de toutes les armes à feu jusqu'à 18 ans ou plus, et réglementent le transfert des armes de poing à 21 ans ou plus par des concessionnaires FFL. Cependant, un citoyen privé peut vendre, offrir, louer, etc. une arme de poing à toute personne de plus de 18 ans qui n'est pas un criminel ou qui est un criminel retiré de 5 ans de l'infraction Felony de la probation ou de la date de fin de la libération conditionnelle et qui est maintenant un citoyen respectueux de la loi. Les armes NFA autres que les clubs ne sont également soumises qu'aux restrictions fédérales ; aucune réglementation de l'État n'existe pour les armes NFA autres que les clubs. Les ordonnances municipales et de comté sur la possession et le portage sont généralement annulées (préemptées) en raison du libellé de la Constitution du Texas, qui donne à l'Assemblée législative du Texas (et à elle seule) le pouvoir de « réglementer le port des armes, en vue de prévenir le crime ». La section 1.08 du Code pénal interdit également aux juridictions locales de promulguer ou d'appliquer toute loi qui entre en conflit avec le statut de l'État. Les ordonnances locales limitant la décharge d'une arme à feu sont généralement autorisées car la législation de l'État en est peu ou pas spécifiée, mais ces restrictions ne prévalent pas sur la loi de l'État concernant la justification de l'usage de la force et de la force meurtrière.
Au Texas, un criminel condamné peut posséder une arme à feu dans la résidence dans laquelle il vit une fois que cinq ans se sont écoulés depuis sa libération de prison ou sa libération conditionnelle, selon la dernière éventualité, cependant si la condamnation pour crime était en dehors du Texas, la loi fédérale interdit la possession à moins que les droits du possesseur de l'arme à feu ont été rétablis dans la juridiction sous laquelle le crime a été commis[réf. nécessaire]. Un repris de justice une fois 5 ans retiré de sa libération de prison ou de probation peut également acheter une arme à feu en privé[réf. nécessaire]. En vertu du Texas Penal Code §§ 12.33, 46.04, la possession illégale d'une arme à feu est un crime de troisième degré avec une gamme de punition de deux à dix ans pour un accusé avec une condamnation pour crime antérieur et une amende jusqu'à 10 000 $[réf. nécessaire].

## Port d'armes à feu
Il n’existe pas de loi interdisant spécifiquement le port d’une arme à feu autre qu’une arme de poing (les armes antérieures à 1899 et les répliques, si ce n’est à percussion centrale ou annulaire, ne sont pas légalement des armes à feu au Texas). Cependant, si l'arme à feu est présentée d'une manière « conçue pour être alarmant », alors il s'agit d'un « comportement désordonné ». Le port visible d'une arme de poing en public était depuis longtemps illégal au Texas, sauf lorsque le porteur se trouvait sur une propriété qu'il possédait ou contrôlait légalement, chassait légalement ou participait à un événement public lié aux armes à feu comme une exposition d'armes à feu. Cependant, l'Assemblée législative du Texas de 2015 a adopté un projet de loi autorisant les détenteurs de permis d'armes de poing dissimulés à commencer à porter ouvertement des armes de poing. Le projet de loi a été promulgué le 13 juin 2015 et est entré en vigueur le 1er janvier 2016. Une licence de transport (LTC) est toujours nécessaire pour porter une arme de poing ouvertement ou dissimulée en public.

### Permis de porter
Le permis de port d'arme de poing au Texas était auparavant appelé « licence d'arme de poing dissimulée » ou CHL (Concealed Handgun License). Cela a changé le 1er janvier 2016 en LTC License To Carry et en même temps les lois ont changé pour inclure « Open Carry ». Les permis sont délivrés sur une base non discrétionnaire (« doivent être délivrés ») à tous les candidats éligibles et qualifiés. Le Texas a des accords de réciprocité complets avec 30 États, à l'exclusion du Vermont (qui est un État « sans restriction » et qui ne délivre ni n'exige de permis), la plupart d'entre eux ayant des restrictions de résidence (le titulaire doit être un résident du Texas ou un non-résident de l'État réciproque pour que la licence du Texas soit valide dans cet État). Le Texas reconnaît unilatéralement les permis de port dissimulé de 11 États supplémentaires ; ces États ne reconnaissent pas le permis du Texas comme valide dans leur juridiction, généralement en raison d'une exigence moindre du permis du Texas par rapport au leur.
La loi sur les licences des armes de poing définit les critères d'éligibilité qui doivent être respectés. Par exemple, un demandeur doit être autorisé à acheter une arme de poing en vertu des lois de l'État et fédérales (y compris une limite d'âge de 21 ans), mais une exception est accordée aux membres actifs de l'armée âgés de 18 ans et plus. De plus, un certain nombre de facteurs peuvent rendre une personne inéligible (temporairement ou définitivement) pour obtenir une licence, notamment :
- les condamnations pour crime (permanentes) et les délits de classe A ou B (5 ans, permanents dans les cas de violence conjugale), y compris les accusations qui ont abouti à la probation ou au report du jugement ;
- accusations criminelles en instance (indéfinies jusqu'à ce qu'elles soient résolues)
- dépendance chimique ou alcoolique (définie comme 2 condamnations pour des infractions liées à la drogue sur une période de 10 ans ; 10 ans d'interdiction à compter de la date de la première condamnation) ;
- certains types de diagnostics psychologiques (indéfini jusqu'à ce que la condition soit attestée par un professionnel de la santé comme étant en rémission) ;
- ordonnances de protection ou d'interdiction (pour une durée indéterminée jusqu'à ce qu'elles soient annulées) ; ou alors
- défauts d'impôts, de prêts étudiants, de pension alimentaire pour enfants et / ou d'autres frais gouvernementaux (indéfini jusqu'à ce qu'ils soient résolus)[8].

Cette dernière catégorie, bien qu'ayant peu à voir avec la capacité d'une personne à posséder une arme à feu, est conforme à la politique du Texas pour tout permis ; ceux qui sont en souffrance ou en défaut de dettes réglementées par l'État ou de décisions de justice ne sont généralement pas autorisés à obtenir ou à renouveler tout permis délivré par l'État (y compris les permis de conduire), afin de les inciter à régler ces dettes.
« Les informations concernant les antécédents psychiatriques, de drogue, d'alcool ou criminel » ne sont exigées que pour les nouveaux cas. Les renouvellements sont requis tous les cinq ans, mais sont accordés sans autre enquête ni mise à jour de ces informations.
Une personne éligible souhaitant obtenir un LTC (anciennement CHL) doit suivre un cours d'instruction établi par l'État dispensé par un instructeur agréé pendant un minimum de 4 heures et un maximum de 6 heures, couvrant des sujets tels que les lois applicables, la résolution de conflits, le pénal / responsabilité civile et sécurité des armes de poing, et passer une qualification pratique sur un champ de tir avec une arme de poing. L'exigence de calibre a été abrogée le 1er septembre 2017. Ces cours varient en termes de coût, mais se situent généralement autour de 100 à 125 dollars pour les nouveaux candidats (généralement sans compter le coût des munitions et autres fournitures de tir ; la qualification pratique nécessite le tir de 50 cartouches). Ils peuvent ensuite présenter une demande, en fournissant une photo, des empreintes digitales, d'autres documents et des frais de demande de 40 $ (à compter du 1er septembre 2017, auparavant 140 $ et 70 $ pour les renouvellements), - les militaires actifs et démobilisés ont droit à des rabais - au DPS, qui traite la demande, effectue une vérification des antécédents fédéraux et, si tout va bien, délivre le permis. Les permis sont valables pendant cinq ans et permettent aux titulaires résidents de transporter dans 29 autres États (les non-résidents peuvent transporter dans tous sauf quatre d'entre eux), en raison d'accords de réciprocité. Les frais de LTC réduits varient de 0 $ pour les militaires en service actif (jusqu'à un an après la libération) à 25 $ pour les anciens combattants.
À compter du 1er septembre 2019, le port dissimulé ou ouvert sans licence est autorisé lors d'une évacuation à la suite de la déclaration d'un état de catastrophe, ou de retour après évacuation, pour une période de 7 jours, qui peut être encore prolongée par le gouverneur. Le transport dans certains endroits autrement interdits qui servent d'abris est également autorisé avec la permission du propriétaire des lieux.
De plus, à compter du 1er septembre 2019, l'infraction d'un détenteur d'un permis de port entrant dans les locaux d'une église, d'une synagogue ou d'un autre lieu de culte religieux a été expurgée des articles 46.035 (b) du Code pénal du Texas. Une église, une synagogue ou tout autre lieu établi de culte religieux doit avoir des panneaux 30.06 et 30.07 affichés pour empêcher le port dans leurs locaux.

### Lois de port à l'université
Les universités publiques de quatre ans (à compter du 1er août 2016) et les collèges publics de deux ans (à compter du 1er août 2017) doivent également autoriser le transport dissimulé dans les bâtiments du campus. Les universités seront autorisées à établir des règles et des règlements concernant la sécurité, mais ne peuvent généralement pas interdire le port dissimulé sur le campus,.

### Restrictions sur le port autorisé
Alors qu'un résident autorisé du Texas (ou un non-résident titulaire d'un permis reconnu) est généralement autorisé à transporter dans la plupart des lieux publics, il existe des lois étatiques et fédérales qui empêchent toujours un titulaire de permis de porter une arme dans certaines situations. Ceux-ci inclus :
- Bâtiments fédéraux - Les locaux appartenant au gouvernement fédéral américain ou à ses agences aux fins de toute activité officielle du gouvernement fédéral sont couverts par des lois fédérales qui remplacent la loi de l'État. Il est en général illégal, en vertu de ces statuts, de posséder une arme à feu dans un tel endroit, et la possession d’un permis d’armes à feu dissimulé délivré par l’État ne constitue pas un moyen de défense. Ces endroits couramment rencontrés comprennent les bureaux de poste, les tribunaux fédéraux et les bureaux de l'IRS, du FBI, du ministère de la Justice, du ministère de l'Énergie, de l'USDA, de la FDA, etc. Un avenant lié à la loi fédérale de 2009 sur la CARD a empêché le ministère de l'Intérieur de promulguer ou d'appliquer des restrictions sur le port d'armes dans les terres contrôlées par le Bureau of Land Management; Les titulaires de permis de la LCH peuvent porter dissimulés dans un parc fédéral ou une réserve faunique contenus en tout ou en partie à l'intérieur des frontières de l'État du Texas. Cependant, les propriétés du Corps des ingénieurs de l'armée (y compris tous les lacs réservoirs et les zones de parc incluses) sont toujours interdites.
- Écoles - Le port dissimulé dans une école peut être un crime en vertu de l'article 46.03 du PTC : « Une personne commet une infraction si elle possède intentionnellement, sciemment ou imprudemment une arme à feu, un couteau illégal, un gourdin ou une arme prohibée énumérés à l'article 46.05 a) : ... dans les locaux physiques d'une école ou d'un établissement d'enseignement, tout terrain ou bâtiment sur lequel se déroule une activité parrainée par une école ou un établissement d'enseignement, ou un véhicule de transport de passagers d'une école ou d'un établissement d'enseignement, que ce soit l'école ou l'établissement d'enseignement est public ou privé, sauf en vertu d'un règlement écrit ou d'une autorisation écrite de l'établissement [je souligne][19]. » Les écoles ont la capacité de permettre aux employés de l'école d'être armés[20],[21]. L'âge / le niveau scolaire, le type de financement ou le statut à but lucratif de l'école n'ont pas d'importance. Le port d'une arme dissimulée dans une zone extérieure publique entourant un bâtiment d'enseignement est autorisé ; au sens du TPC 46.035 (f) (3), le terme « locaux » désigne uniquement un bâtiment ou une partie d'un bâtiment et ne désigne pas les allées, les rues, les trottoirs, les parcs de stationnement, les garages de stationnement ou les véhicules privés[14]. Quiconque détient un permis pour porter une arme de poing, y compris les employés des écoles, peut garder ses armes à feu dans son véhicule[22],[23].
- Événements sportifs publics - Il s'agit d'un délit de classe A que de porter à l'intérieur d'un bâtiment actuellement utilisé pour un événement sportif interscolaire ou professionnel, à moins que la personne qui transporte ne participe à l'événement sportif et que ledit événement sportif nécessite l'utilisation de l'arme à feu (c.-à-d. un concours de tir à la cible).
- Parc d'attractions - Doit avoir des panneaux 30.06 et 30.07, sinon il est légal de les transporter.
- Hôpital - Doit avoir des panneaux 30.06 et 30.07 affichés, sinon il est légal de les transporter.
- Entreprises affichant un « panneau 51 % » conforme - C'est un crime de porter une arme à feu dans les locaux d'une entreprise qui tire plus de 51 % de ses revenus de la vente de boissons alcoolisées destinées à la consommation sur place (familièrement « bars », « discothèques », « tavernes », « saloons » etc. ). Une personne avec un LTC qui est en violation a une défense que l'établissement n'a pas affiché la signalisation appropriée, comme l'exige l'article 411.204 du Code du gouvernement. La signalisation appropriée contient un langage similaire à celui exigé de tous les titulaires de permis d'alcool, mais avec l'ajout de quelques mots pour interdire le sport avec ou sans licence, et un arrière-plan contenant un « 51 % » rouge pour le rendre évident en un coup d'œil que le signe s'applique aux titulaires de LTC.
- Établissements correctionnels - C'est un crime, qu'il soit autorisé ou non, de porter à l'intérieur d'un bâtiment généralement appelé « prison » ou « prison ».
- Locaux d'exécution - à moins de 300m de locaux dont l'emplacement est désigné par le département de la Justice pénale du Texas comme lieu d'exécution en vertu de l'article 43.19 du Code de procédure pénale, le jour où une peine de mort doit être prononcée contre le les locaux désignés et la personne a été avisée que : (A) il était interdit de se rendre à moins de 300m des lieux avec une arme mentionnée au présent paragraphe ; ou (B) la possession d'une arme mentionnée en vertu du présent paragraphe à moins de 300m des lieux était interdite.
- Tribunaux ou bureaux de justice - C'est un crime, qu'il soit autorisé ou non, de porter à l'intérieur d'un bâtiment utilisé par un tribunal municipal, d'État ou fédéral en activité pour des affaires officielles. Des exceptions sont accordées à certains employés de ces bureaux, tels que les juges, les avocats, les huissiers et les responsables de l'application des lois.
- Bureaux de vote électoraux - C'est un crime, qu'il soit autorisé ou non, de porter à l'intérieur d'un bâtiment utilisé comme centre de vote pour tout processus d'élections municipales, étatiques et / ou fédérales à la date de vote prévue ou pendant que le scrutin est en cours. Ceci est important, car une entreprise locale ou un autre bâtiment généralement public, qui n'interdirait normalement pas le port dissimulé, peut proposer ses installations comme bureau de vote. Une personne serait en infraction si elle entrait dans le bâtiment le jour du vote, même si les bureaux de vote ne sont pas ouverts à ce moment-là, et même si le titulaire de permis est là pour une autre raison que celle de voter.
- Hippodromes - C'est un crime, qu'il soit autorisé ou non, de porter une arme à feu à l'intérieur d'un hippodrome (ou circuit pour chien).
- Aéroport - Uniquement dans la zone sécurisée d'un aéroport.
- En état d'ébriété - Les titulaires de LTC ne peuvent porter en aucun lieu ni à aucun moment en état d'ébriété (Code pénal 46.035.), Défini comme: (a) ne pas avoir l'usage normal des facultés mentales ou physiques en raison de l'introduction d'alcool, une substance, une drogue, une drogue dangereuse, une combinaison de deux ou plusieurs de ces substances, ou toute autre substance dans le corps ; ou (B) ayant une concentration d'alcool de 0,08 % d'alcoolémie ou plus (Code pénal 49.01. )

#### 30.06 signalisation
L'article 30.06 du PTC traite de « l'intrusion d'une personne autorisée à porter une arme de poing dissimulée ». Il permet à un propriétaire foncier résidentiel ou commercial d'afficher une signalisation qui empêche de manière préventive les personnes titulaires d'un permis d'entrer dans les lieux tout en étant dissimulé. À compter du 1er janvier 2016, l'accusation pour défaut de tenir compte de la signalisation a été réduite d'un délit de classe A à un délit de classe C, à moins qu'il ne puisse être démontré au procès que l'acteur a reçu un avis oral et n'a pas quitté, auquel cas cela reste un délit de classe A. Il s'agit d'une différence significative, dans la mesure où la condamnation pour un délit de classe A ou B entraînera la perte de votre permis d'arme de poing pendant au moins 5 ans ; ce n'est pas le cas s'il est reconnu coupable d'un délit de classe C. À compter du 1er septembre 2019, il s'agit d'un moyen de défense contre les poursuites si un avis verbal a été donné au titulaire de la licence concernant la signalisation et qu'il part rapidement.
Les enseignes placées conformément au TPC 30.06 sont communément appelées « enseignes 30.06 » ou « signalétique 30.06 ».
- Les tribunaux n'ont pas encore statué sur les exigences spécifiques du 30.06, mais les titulaires de permis de LTC sont généralement informés de la signalisation qui n'est pas exactement conforme à la section TPC. 30.06 (c) (3) (B) n'est pas contraignant. La loi dispose qu'un signe conforme doit être :
  - Dans des couleurs contrastées ;
  - Avec des lettres majuscules ;
  - Ayant un texte de 1" ou plus de hauteur ;
  - Contenant du texte « identique » au texte suivant :
    - Conformément à l'article 30.06, Code pénal (intrusion par le titulaire d'un permis avec une arme de poing dissimulée), une personne titulaire d'un permis en vertu du sous-chapitre H, chapitre 411, Code du gouvernement (loi sur les licences d'armes de poing), ne peut pas pénétrer dans cette propriété avec une arme de poing dissimulée[25].

  - En anglais et en espagnol ;
  - Publié ostensiblement et « clairement visible du public ».

Les hôpitaux sont une zone grise en raison de conflits dans la loi et de multiples dispositions qui peuvent s'appliquer à un établissement médical :
À l'origine, les titulaires de permis n'avaient pas le droit de port dissimulé à l'intérieur d'un hôpital sans autorisation écrite, en vertu du TPS 46.035 (b) (4). Un amendement en 2007 a ajouté le paragraphe (i) au même article, indiquant que (b) (4) l'interdiction ne s'applique pas si le titulaire de licence n'a pas reçu d'avis (communication orale ou écrite, y compris l'affichage d'un panneau, en vertu de TPC 30.06 ) de l'interdiction. Cependant, un hôpital peut être un « hôpital d'enseignement » et être considéré comme une école où le port d'armes à feu est interdit, en vertu du TPC 46.03 (a) (1). Il peut également s'agir d'un VA ou d'un hôpital militaire, et donc soumis à l'interdiction fédérale du port d'armes. Tous les hôpitaux sont tenus, en vertu de la section 411.204 (b) du code du gouvernement, d'afficher une pancarte indiquant que la possession d'une arme de poing, qu'elle soit autorisée ou non, est un crime. Compte tenu des modifications apportées à 46.035, on ne sait pas si la signalisation CG 411.204 interdirait réellement à un détenteur de CHL de porter, car elle ne constituerait pas un « avis effectif en vertu de l'article 30.06 » et la CG 411.204 ne décrit pas le défaut de infraction par le titulaire de la licence.
Toute personne qui possède ou contrôle une propriété peut, oralement ou par écrit, informer une personne portant une arme de poing dissimulée qu'elle doit quitter la propriété. Les établissements qui choisissent de ne pas afficher de tels panneaux sont protégés contre la responsabilité civile.

### Le port visible
Depuis le 1er janvier 2016, les détenteurs d'un CHL ou d'un LTC du Texas peuvent porter ouvertement des armes de poing aux mêmes endroits qui permettent le transport dissimulé à quelques exceptions près. Les armes de poing ouvertes doivent être placées dans un étui d'épaule ou de ceinture.
Les titulaires existants de la CHL peuvent continuer à porter avec une licence valide. Les nouveaux candidats devront suivre une formation sur l'utilisation des étuis de retenue et sur les méthodes permettant d'assurer le transport sécurisé des armes de poing ouvertes.
Exceptions au port visible
- Le port visible n'est pas autorisé dans les locaux d'un établissement public d'enseignement supérieur ou dans les locaux d'un établissement d'enseignement supérieur privé ou indépendant
- Le port visible n'est pas autorisé dans les allées, les rues, les trottoirs ou les allées publiques ou privées, les parkings, les garages ou autres aires de stationnement d'un établissement d'enseignement supérieur ou d'un établissement d'enseignement supérieur privé ou indépendant.
- Le port visible n'est pas autorisé par une personne agissant en tant qu'officier de protection personnelle en vertu du chapitre 1702 du Texas Occupations Code, sauf si elle porte un uniforme et est engagée dans l'exercice exclusif des fonctions de l'officier[27].

#### 30.07 signalisation
Cette loi est entrée en vigueur le 1er janvier 2016 et couvre la nouvelle loi Open Carry (port visible). La section 30.07 est essentiellement similaire à la section 30.06 qui couvre le port dissimulé.
L'article 30.07 de TPC couvre « l'intrusion par un titulaire de permis avec une arme de poing ouverte ». Cela permet à un propriétaire foncier résidentiel ou commercial d'afficher une signalisation qui empêche de manière préventive les personnes autorisées d'entrer dans les lieux en portant ouvertement une arme de poing. Une infraction prévue à l'article 30.07 est un délit de classe C, à moins qu'il ne soit démontré au procès que l'acteur a reçu un avis verbal et a omis de partir, auquel cas l'infraction est un délit de classe A. L'enseigne 30.07 diffère de l'enseigne 30.06 en ce qu'elle doit être affichée à chaque entrée de la propriété. Dans les deux cas, le signe doit être « clairement visible du public ». À compter du 1er septembre 2019, il s'agit d'un moyen de défense contre les poursuites si un avis verbal a été donné au titulaire de la licence concernant la signalisation et qu'il part rapidement.
La loi dispose que l'avis peut être donné oralement par le propriétaire de la propriété, ou par une personne ayant le pouvoir apparent d'agir pour le propriétaire, ou par communication écrite.
La communication écrite consiste en une carte ou un autre document dans la langue 30.07 ci-dessous, ou un panneau affiché sur la propriété.
La communication écrite et une affiche doivent contenir un langage identique à ce qui suit (avis 30.07) :
« Conformément à l'article 30.07 du Code pénal (intrusion par le titulaire d'une licence avec une arme de poing ouverte), une personne titulaire d'un permis en vertu du sous-chapitre H, chapitre 411, Code du gouvernement (loi sur les licences d'armes de poing), ne peut pas pénétrer dans cette propriété avec une arme de poing portée ouvertement. »
De plus, les panneaux affichés sur la propriété doivent être conformes aux règlements suivants :
- Doit inclure l'avis 30.07 ci-dessus en anglais et en espagnol.
- Doit apparaître dans des couleurs contrastées.
- Doit être en lettres majuscules d'au moins un pouce de hauteur.
- Doit être « affiché de manière bien visible et clairement visible du public à chaque entrée de la propriété[28] ».

Les établissements qui choisissent de ne pas afficher de tels panneaux sont protégés contre la responsabilité civile .

## Doctrine du château
Le 27 mars 2007, le gouverneur Rick Perry a signé le projet de loi 378 du Sénat, faisant du Texas un état de « doctrine de château » qui est entré en vigueur le 1er septembre 2007 Les résidents qui occupent légalement un logement peuvent utiliser la force meurtrière contre une personne qui « illégalement et avec force, entre ou tente d'y pénétrer », ou qui, illégalement et avec force, enlève ou tente d'éloigner quelqu'un de ce logement ou qui commet ou tente de commettre un crime « admissible » tel que « enlèvement aggravé, meurtre, agression sexuelle, agression sexuelle grave, vol qualifié ou vol qualifié » (TPC 9.32 (b)).

### Défend ton territoire
Le projet de loi no 378 du Sénat contient également une clause « stand-your-ground » ; une personne qui a le droit légal d'être là où elle se trouve au moment d'un tir défensif n'a aucune « obligation de battre en retraite » avant d'être justifiée à tirer. Le « juge des faits » (le jury dans un procès devant jury, sinon le juge) peut ne pas se demander si la personne s'est retirée pour décider si elle était justifiée de tirer (TPC 9.32 (c, d)).

### Immunité civile
En outre, deux lois du Texas Civil Practice And Remedies Code protègent les personnes qui, à juste titre, menacent ou utilisent la force meurtrière. Le chapitre 86 interdit à une personne reconnue coupable d'un délit ou d'un crime d'intenter une action pour recouvrer les dommages subis à la suite de l'acte criminel ou de toute action justifiable prise par d'autres pour empêcher l'acte criminel ou pour appréhender la personne, y compris le tir d'une arme. Le chapitre 83 du même code dispose qu'une personne qui a utilisé la force ou la force meurtrière contre un individu qui est justifiée en vertu du chapitre 9 du TPC est exonérée de responsabilité pour les blessures corporelles ou la mort de l'individu contre lequel la force a été utilisée. Cela ne dégage pas une personne de sa responsabilité pour usage de la force ou de la force mortelle contre une personne contre laquelle la force ne serait pas justifiée, comme un spectateur touché par une balle perdue.
Cette loi n'empêche pas une personne d'être poursuivie pour usage de force meurtrière. Le tribunal civil déterminera si le défendeur était justifié en vertu du chapitre 9 du Code pénal, mais le tribunal civil sera généralement lié en droit commun par les décisions antérieures d'un tribunal pénal en vertu des principes de la chose jugée et du Stare decisis, dans la mesure où car ces doctrines juridiques s'appliqueront à l'affaire.

## Loi sur la protection des automobilistes
Le gouverneur Perry a également signé le HB 1815 après son adoption par la législature de 2007, un projet de loi qui permet à toute personne de porter une arme de poing dans le véhicule automobile de la personne sans une CHL ou un autre permis. Le projet de loi a révisé le chapitre 46, section 2 du Code pénal pour déclarer qu'il n'est en fait pas un « port illégal d'une arme », tel que défini par la loi, pour une personne de porter une arme de poing alors qu'elle se trouve dans un véhicule à moteur qu'elle possède ou contrôle, ou à transporter en allant directement de la maison de la personne à cette voiture. Cependant, le transport légal dans un véhicule requiert ces quatre qualificatifs essentiels : (1) l'arme ne doit pas être visible (dans la loi du Texas, « plain-sight » (visible) et « concealed » (dissimulé) sont des termes opposés mutuellement exclusifs) ; (2) le transporteur ne peut être impliqué dans des activités criminelles autres que des délits de la circulation de classe C ; (3) le transporteur ne peut pas être interdit par la loi de l'État ou fédérale de posséder une arme à feu ; et (4) le porteur ne peut pas être membre d'un gang criminel,.
La législation antérieure (HB 823) adoptée à la session de 2005 de la législature avait modifié le TPC 46.15 (« non-applicabilité ») pour inclure la « supposition du voyageur » ; un agent des forces de l'ordre qui rencontre une arme à feu dans un véhicule était tenu de présumer que le conducteur de ce véhicule « voyageait » en vertu d'une disposition préexistante de 46.15, et donc la loi sur le port illégal ne s'appliquait pas, en l'absence de preuve que la personne était liée à une activité criminelle, membre d'un gang ou interdit de posséder une arme à feu. Cependant, les avocats et les responsables de l'application de la loi dans plusieurs municipalités, y compris DA Chuck Rosenthal de Houston, ont déclaré qu'ils continueraient à poursuivre les personnes trouvées transportant des armes à feu dans leurs véhicules malgré cette présomption, menant à la déclaration plus convaincant de non-applicabilité dans le 2007 HB 1815.

## Loi nationale sur les armes à feu
La possession de dispositifs destructeurs, d'armes à feu automatiques (mitrailleuses), de fusils de chasse à canon court (SBS), de carabines à canon court (SBR), de suppresseurs, de pistolets à âme lisse et d'autres armes restreintes à la NFA est autorisée par la loi du Texas tant que le propriétaire s'est inscrit le ou les éléments dans le registre NFA. Cet enregistrement est légal si le propriétaire possède les formulaires appropriés, traités conformément à la loi nationale sur les armes à feu qui comprend un timbre fiscal payé et l'approbation de la branche NFA du BATFE.

## Préemption de l'État sur les lois locales
Certaines préemptions locales existent dans l'État du Texas qui interdisent aux gouvernements des villes ou des comtés d'adopter des ordonnances restreignant davantage le port légal des armes de poing dans certains cas au-delà de la loi de l'État.
En 2015, le législateur a adopté le code pénal 411.209 qui interdisait à une agence ou à une subdivision politique d'exclure de la propriété du gouvernement tout titulaire de permis d'arme de poing dissimulé de porter une arme à feu à moins que les armes à feu ne soient interdites sur les lieux par la loi de l'État.
En outre, le code pénal du Texas 235.023 dispose que le tribunal des commissaires d'un comté (c'est-à-dire l'organe législatif du comté) n'est pas autorisé à réglementer le transfert, la propriété, la possession ou le transport des armes à feu ou à exiger l'enregistrement des armes à feu.
Des interdictions plus générales sur les restrictions à la vente, au transfert, à la propriété, à la possession, etc. d'armes à feu et de couteaux en vertu de la législation locale sont énumérées au titre 7 du code des collectivités locales, sous-titre A, chapitre 229, sous-chapitre A.
D'autres décisions du procureur général existent également. Par exemple, en août 1995, sous le DM-0364, le procureur général Dan Morales a émis un avis selon lequel les municipalités n'ont pas le droit de réglementer le port d'armes de poing dissimulées dans les parcs de la ville par des personnes autorisées à porter une arme de poing : « ... nous croyons qu'une municipalité le fait n'ont pas le pouvoir d'interdire aux titulaires de permis de porter des armes de poing dans les parcs de la ville, mais qu'un comté a un tel pouvoir sur les parcs du comté » .
Dan Morales a également soutenu que les autorités municipales du logement sont assujetties à la loi sur la préemption, ce qui empêche les autorités d'adopter un règlement pour expulser un locataire pour la possession par ailleurs légale d'une arme à feu. La protection des locataires a été codifiée dans la loi en 2019 en interdisant aux contrats de location d'inclure des clauses d'interdiction des armes à feu,.
En 2019, à la suite d'une enquête concernant la réglementation locale qui « (1) interdit la vente d'armes à feu et de munitions à moins de 300m de toute école ou église ; (2) restreint l'emplacement d'une entreprise vendant des armes à feu ou des munitions aux zones commerciales à la densité la plus élevée ; et (3) interdire aux magasins d'armes à feu de s'installer à moins de 60m des écoles, des parcs publics ou des lieux de culte », le procureur général a estimé que « un règlement qui interdit expressément aux magasins d'armes à feu d'opérer dans une zone spécifique se rapporte au transfert d'armes à feu et est interdite par le paragraphe 229.00I (a) (1). De même, une ordonnance singularisant les ventes d'armes à feu et de munitions concerne le transfert des armes à feu et est donc interdit. »
La préemption a été encore renforcée en 2019. Les associations de propriétaires ne peuvent interdire les armes à feu.
Certains comtés ont adopté des résolutions sanctuaires du deuxième amendement.